# Robert Evans
Robert Evans, pseudonimo di Robert J. Shapera (New York, 29 giugno 1930 – Beverly Hills, 26 ottobre 2019), è stato un produttore cinematografico, attore e produttore televisivo statunitense.

## Biografia
Dopo una breve carriera come attore, nella seconda metà degli anni sessanta venne messo a capo della Paramount Pictures da Charles Bluhdorn, grazie all'influenza di Greg Bautzer, noto avvocato dello spettacolo.
Nel 1975 ricevette una candidatura al premio Oscar per il film Chinatown. Nel 1977 vinse il David di Donatello per il miglior film straniero per Il maratoneta. Nel 2002 il suo nome venne inserito nella Hollywood Walk of Fame di Los Angeles.
Evans è morto il 26 ottobre 2019, all'età di 89 anni.

### Vita privata
Evans ha avuto una vita privata decisamente tumultuosa, essendosi sposato per ben sette volte. Tra le sue ex mogli anche due note attrici degli anni 60 e 70: Camilla Sparv e Ali MacGraw. Il matrimonio con quest'ultima finì in uno scandalo quando la Macgraw lasciò il marito e il loro figlio Josh (all'epoca di appena tre anni) per andare a vivere con l'attore Steve McQueen, da lei conosciuto sul set di Getaway! (i due successivamente si sposarono).
Nel 1980, durante le riprese del film Popeye, Evans fu arrestato per spaccio di droga, mentre nel 1983 fu coinvolto in un fatto di cronaca nera quando un suo investitore nella produzione del film Cotton Club fu trovato ucciso a colpi di pistola. Il caso, diventato poi famoso come "il caso Cotton Club", fu poi raccontato nei dettagli nel libro di James Ellroy I miei luoghi oscuri.

## Filmografia

### Attore
- La rivolta di Haiti (Lydia Bailey), regia di Jean Negulesco (1952)
- Sinuhe l'egiziano (The Egyptian), regia di Michael Curtiz (1954)
- L'uomo dai mille volti (Man of a Thousand Faces), regia di Joseph Pevney (1957)
- Il sole sorgerà ancora (The Sun Also Rises), regia di Henry King (1957)
- Duello a Forte Smith (The Fiend Who Walked the West), regia di Gordon Douglas (1958)
- Donne in cerca d'amore (The Best of Everything), regia di Jean Negulesco (1959)
- Superfights, regia di Siu-Hung Leung (1995)
- Hollywood brucia (An Alan Smithee Film: Burn Hollywood Burn), regia di Arthur Hiller (1997)
- Just Shoot Me! - serie TV, 1 episodio (2000)
- Mind Games, regia di Sinisha Nisevic - cortometraggio (2011)
- The Girl from Nagasaki, regia di Michel Comte e Ayako Yoshida (2013)
- Kodaline: Ready, regia di Abteen Bagheri - cortometraggio (2015)

### Doppiatore
- I Simpson (The Simpsons) - serie TV, 1 episodio (2000)
- Kid Notorious - serie TV, 9 episodi (2003)

### Produttore
- Chinatown, regia di Roman Polański (1974)
- Il padrino - Parte II (The Godfather - Part II), regia di Francis Ford Coppola (1974)
- Il maratoneta (Marathon Man), regia di John Schlesinger (1976)
- Black Sunday, regia di John Frankenheimer (1977)
- L'ultimo gioco (Players), regia di Anthony Harvey (1979)
- Urban Cowboy, regia di James Bridges (1980)
- Popeye - Braccio di Ferro (Popeye), regia di Robert Altman (1980)
- Cotton Club (The Cotton Club), regia di Francis Ford Coppola (1984)
- Il grande inganno (The Two Jakes), regia di Jack Nicholson (1990)
- Sliver, regia di Phillip Noyce (1993)
- Jade, regia di William Friedkin (1995)
- The Phantom, regia di Simon Wincer (1996)
- Il santo (The Saint), regia di Phillip Noyce (1997)
- Sperduti a Manhattan (The Out-of-Towners), regia di Sam Weisman (1999)
- Come farsi lasciare in 10 giorni (How to Lose a Guy in 10 Days), regia di Donald Petrie (2003)
- Kid Notorious - serie TV, 3 episodi (2003)
- Better Born, regia di Robert Lopuski - cortometraggio (2005)
- Heybabe!!! - serie TV (2012)
- Urban Cowboy - film TV (2016)

## Pubblicazioni
- The Kid Stays In the Pictures, New York, Hyperion, 1994, ISBN 0786860596
- The Fat Lady Sang, It Books, 2013, ISBN 9780062286048